# Herbert Greenfield
Pour les articles homonymes, voir Greenfield.
Herbert Greenfield (né le 25 novembre 1869 à Westlock dans la région du centre de l'Alberta et décédé le 23 août 1949) était un homme politique canadien qui a été premier ministre de l'Alberta de 1921 à 1925.